# Rhipha perflammans
Rhipha perflammans là một loài bướm đêm thuộc phân họ Arctiinae, họ Erebidae.